# Lachnocnema camerunica
Lachnocnema camerunica is een vlinder uit de familie van de Lycaenidae. De wetenschappelijke naam van de soort is voor het eerst geldig gepubliceerd in 1980 door D'Abrera.